# Волоконница
Волоко́нница (лат. Inocybe) — род грибов семейства паутинниковые (кортинариевые) (лат. Cortinariaceae). Своё название получила из-за волокнистой ножки.

## Описание
Плодовые тела шляпконожечные, центральные. 

Шляпка коническая или колокольчатая, часто в центре с бугорком, шелковисто-волокнистая, иногда чешуйчатая, часто радиально растрескивающаяся. 

Ножка шелковистая, часто чешуйчатая. 

Пластинки приросшие, от бледно-бурых до коричневых. 

Споровый порошок жёлто-бурый.
Многие виды содержат значительное количество алкалоида мускарина. Семь видов — галлюциногены, содержат псилоцибин.

## Виды
Род Волоконница объединяет около 150 видов, растущих в разных типах лесов на почве, среди травы. В России произрастают около 100 видов.
Наиболее известные в России виды рода Волоконница:
- Волоконница земляная или землисто-пластинковая (Inocybe geophylla (Fr.) Kumm.)
- Волоконница разорванная (Inocybe lacera (Fr.) Kumm.)
- Волоконница Патуйяра или краснеющая (Inocybe patouillardii Bres.)
- Волоконница волокнистая или трещиноватая (Inocybe fastigiata (Fr.) Quel.)
- Волоконница репчатая (Inocybe napipes J. Lge)